# Río Lozva
El río Lozva (del ruso: Река Лозьва) es un río ruso de la Siberia Occidental, una de las fuentes del río Tavda, afluente a su vez del río Tobol y éste del río Irtysh en su curso bajo. Tiene una longitud de 637 km y drena una cuenca de 17.800 km².  
Administrativamente, el río discurre por el óblast de Sverdlovsk de la Federación Rusa.

## Geografía
El río Lozva nace en la vertiente oriental del centro de los montes Urales, en la ladera del monte Otorten, en el extremo norte del óblast de Sverdlovsk. Discurre primero en dirección sursureste por las tierras del piedemonte de los Urales, luego más sureste, para adentrarse en las tierras pantanosas de las llanuras de la meseta de Siberia Central. Finalmente se une por la izquierda al río Sosva para formar juntos el río Tavda, cerca de la localidad de Gari.
Sus principales afluentes son, por la izquierda, los ríos Pynovka, Bolšaja Evva y Popillia; y, por la derecha, el río Ivdel. 
Al igual que todos los ríos siberianos, sufre largos períodos de heladas (seis meses al año, desde finales de octubre-noviembre hasta finales de abril-principios de mayo) y amplias extensiones de suelo permanecen permanentemente congeladas en profundidad (permafrost). Al llegar la época del deshielo, inunda amplias zonas que convierte en terrenos pantanosos. 
El río es navegable desde la boca hasta confluencia con el río Ivdel, unos 328 km. En las riberas del río no hay apenas centros urbanos, siendo el más importante la ciudad de Ivdel, que en realidad está a pocos kilómetros del río.

## Historia
En 1558, los Stróganov, una familia de comerciantes rusos, recibieron permiso del zar Iván el Terrible para explorar la abundante región a lo largo del río Kama, y en 1574 para las tierras a lo largo del río Tura y el río Tobol. Recibieron asimismo un permiso, bajo su propio riesgo, para construir fuertes y poblados a lo largo de los ríos Obi e Irtysh. En 1579, los Stróganov llegaron a un acuerdo temporal (1579-81) con el atamán Yermak Timoféyevich para que les brindase protección contra los ataques tártaros en la región, a cambio de alimentos y municiones entregados a los cosacos de Yermak. 
En Tura, y en las cercanías del río Tavda, las tropas comandadas por Yermak se enfrentaron en dos ocasiones con las tropas de los tártaros siberianos y en ambas salieron vencedores en los años siguientes.